# イェレミアス・ゴットヘルフ

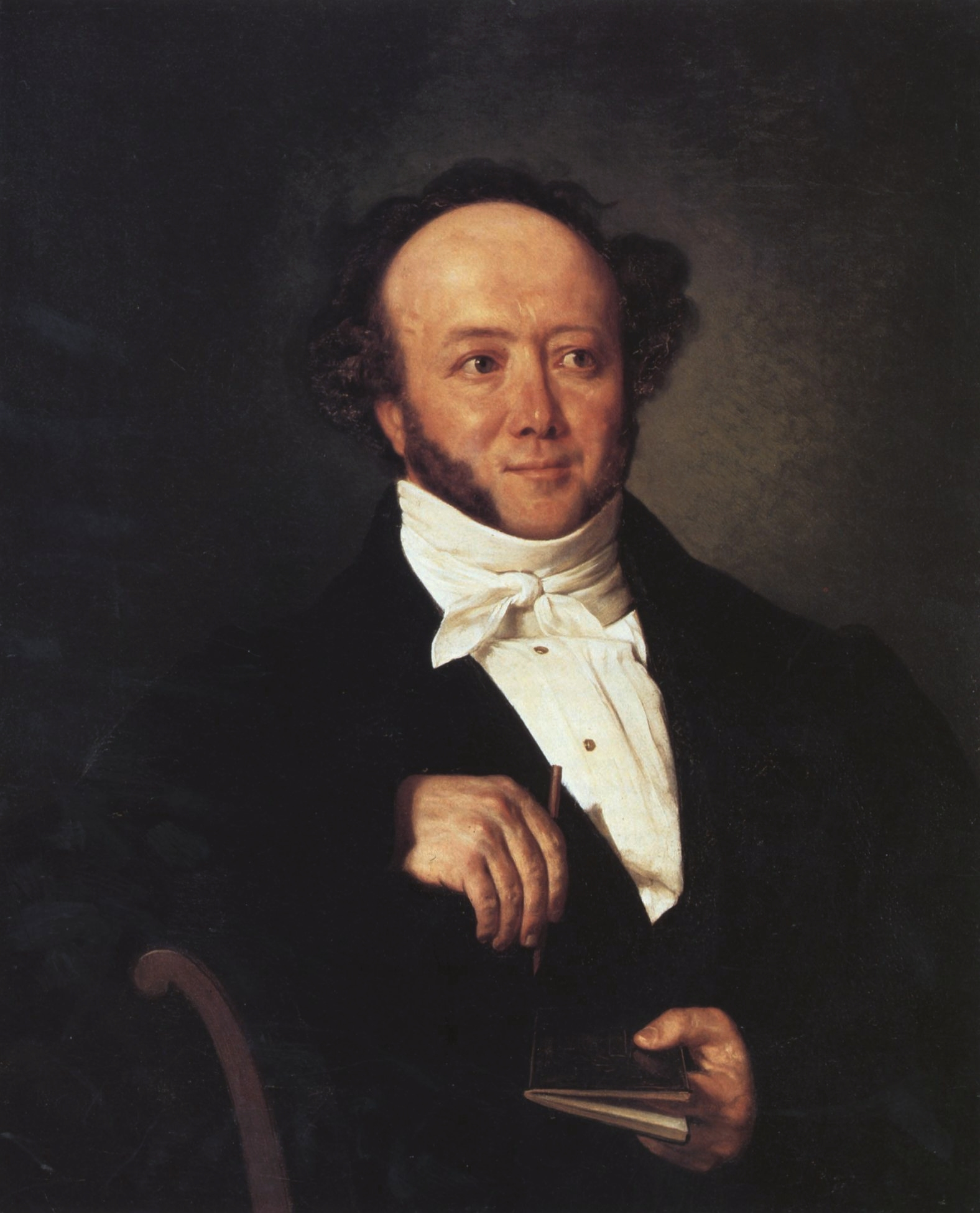
イェレミアス・ゴットヘルフ

イェレミアス・ゴットヘルフ（Jeremias Gotthelf, 1797年10月4日 - 1854年10月22日）は、19世紀に活躍したスイスの小説家で、牧師。本名はアルベルト・ビツィウス (Albert Bitzius)。

## 生涯

### 幼年期から青年期
アルベルト・ビツィウスは、牧師ジグムント・ビツィウスとその3人目の妻エリザベート・ビツィウス＝コーラーの息子として、1797年10月4日スイス・フライブルク州のムルテンに生まれた。1805年父が農村のウツェンストルフに移った。アルベルトはここでエメンタールの農民の世界を知ることになる。アルベルトは父から教育を受け、1812年からベルンのギムナジウム Literaschuleに通ったが、14年に外部聴講生としてプロテスタント神学の大学に移った。

### 牧師修業
1817年から彼はベルン大学の正規課程で神学研究をはじめ、1820年に修了した。1819年には学生組織スイス・ツォフィンゲン協会の創設者メンバーに加わっていた。ウツェンストルフの父のもとで副牧師を務めたのち、1821年にゲッティンゲンでさらに1年間神学研究を続けた。そのあと研究のために、リューゲン島、ベルリン、ヴァイマル、ライプツィヒ、ドレスデン、ミュンヘンへと旅行し、1822年にウツェンストルフに戻った。1824年に父が亡くなり、ビツィウスはヘルツォーゲンブーフゼーの牧師代理となった。1829年に牧師助手としてベルンの聖霊教会に赴任し、31年に副牧師としてエメンタールのリュッツェルフリュー教区に移り、1年後、そこで牧師に選ばれた。

### リュッツェルフリューでの活動
彼はすぐに全住民の就学義務の徹底に尽力した。教育方針としては彼はペスタロッチの伝統に連なり、ベルンの彼の同郷人フィリップ・エマヌエル・フォン・フェレンベルクとは距離をおいていた。彼は、貧しい家庭の子供を安価な労働力として搾取することに反対していたのである。また彼はアルコール依存症の対策を要請していた。
1833年に彼はヴィニゲンの教会で、ベルンの神学教授の娘であるヘンリエッテ・ツェーンダー(1805-1872) と結婚し、そして3人の子供をもうけ、ヘンリエッテ(1834-1890)、アルベルト(1835-1882)、ツェツィーリエ(1837-1914)と名付ける。息子はのちに父と同じく牧師になり、ベルン州の社会改革のために果たした父の努力をさまざまな分野で継続した。
1835年ビツィウスはリュッツェルフリュー、リューグサウ、ハスレ、オーバーブルク地区の18の学校の視察官に選ばれた。しかし、10年後、政府と政治的立場が異なったため、その職務を解かれた。
同じく1835年、トラクセルヴァルト城にある「トラクセルヴァルト貧民教育施設」の設立に重要な役割を果たし、彼はそれに死ぬまで尽力した。『貧困』(1840年出版)という書物は、彼がそこでした経験がもとになっている。
彼は次第に政治に関るようになり、ベルンの支配者一族を批判した。彼の見解によれば、彼らは社会的弱者のことをほとんど考えていなかったためである。

### 著作活動
1836年にゴットヘルフは作家活動をはじめた。彼の最初の小説は『農民の鑑』である。この作品の主人公の名前がビツィウスのペンネーム：イェレミアス・ゴットヘルフとなった。
それを皮切りに、彼は作家として精力的に活動し、長編、短編小説を書きつづけ、それらは同時代のテーマを扱ったものもあれば、歴史的事件に取材したものもある。他に彼は論文も出版した。
1851年、水腫を伴う首と心臓の痛み生じ、1853年グルニゲル温泉の療養所で過ごしたが、咳と不眠が治らなかった。1854年10月22日、彼は脳梗塞のため亡くなった。

## 意義と影響
彼の小説は、部分的に恐ろしくリアルに19世紀の農民の生活を映し出している。言葉少なでありながらも、力強く重量感のある言葉を用いることで、彼は人々とその風景を描写することができたのである。当時の他のどんな作家よりも、ゴットヘルフは作品の中でキリスト教およびヒューマニズムの精神を扱うことに長けていた。
彼の作品で傑出しているのは、枠物語構造を持つ『黒い蜘蛛』(1842)である。彼はこの作品で、古い伝承をキリスト教的ヒューマニズムの善悪の観念についての比喩的な物語へと作り変えた。物語の枠組みの部分は、のどかな田園であるが、複雑な社会的不安も浸透している状況であり、そして、そこにはめ込まれる形で、悪魔との取り引きの物語が語られる。物語の土台となっているのは、性的なものに敵対する保守キリスト教的モティーフである。しかし、複雑な物語構成をとおしてこの物語が教えてくれているのは、いかに思慮あるキリスト教徒は過去の伝承を生きたまま保持しなければならないかである。この物語の象徴となる黒い蜘蛛は、キリスト教の意味に限らず、善と悪に関する道徳の普遍的問題としても理解可能である。また、この物語でゴットヘルフはダイナミックな村の社会を緻密に描き出している。例えば、互いに罪をなすりつけあうことや、集団的な責任はすぐさま忘れ去られてしまうことや、あるいは、軽率な村の住人たちによってスケープゴートにされてしまうよそ者の運命といった具合である。このテーマのため、この作品は今なおもアクチュアリティをもって読まれている。
はじめはあまり注目されなかったが、この物語は多くの文学批評家からドイツのビーダーマイヤーの傑作と見なされている。トーマス・マンは『〈ファウスト博士〉の成立』のなかで、ゴットヘルフがしばしばホメーロス的なものに通じると書き、『黒い蜘蛛』を「ほとんど類を見ない世界文学のように」讃えている。また、ヴァルター・ムシュクは1954年にゴットヘルフについて、「(...) 疑いなくこの部外者は、作家として最も偉大であるだけではなく、ドイツ文学の唯一の、ディケンズやバルザックやドストエフスキーと比肩しうる唯一の第一級の物語作者である」と述べ、そしてさらにこう付け加えている。「それにもかかわらず、多くの著名な専門家たちには彼は知られていない。彼の名を挙げても、せいぜい専門家たちから微笑まれるのが関の山で、彼がいつか世界文学に名を連ねるということは有り得ないようだ。それは、彼の粗野な言葉がスイス人にしか評価できないという理由のためだけではない」。
ゴットヘルフの作品のいくつかは映画化されている。スイスでは『下男ウーリ』(1954)とその続編『小作人ウーリ』(1955)がヒットした。監督はエメンタール出身の演出家フランツ・シュナイダーで、主演は後に大変有名になった俳優ハネス・シュミトハウザーとリゼロッテ・プルヴァーである。
ゴットヘルフの遺稿はベルンの市民図書館にある。バーゼルには彼を功績を讃えて命名されたゴットヘルフという区画がある。

## 作品
- Der Bauern-Spiegel oder Lebensgeschichte des Jeremias Gotthelf, von ihm selbst beschrieben, Roman 1837
- Die Wassernoth im Emmental, 1838
- Wie fünf Mädchen im Branntwein jämmerlich umkommen, Erzählung, 1838
- Leiden und Freuden eines Schulmeisters, Roman, 1838/39
- Dursli der Branntweinsäufer oder der heilige Weihnachtsabend, Novelle, 1839
- Wie Joggeli eine Frau sucht, Erzählung, 1841
- Die schwarze Spinne, Novelle, 1842
- 'Elsi, die seltsame Magd, Novelle, 1843
- Anne Bäbi Jowäger haushaltet und wie es ihm mit dem Dokteren geht, Roman, 1843/44
- Geld und Geist, Roman, 1843/44
- Der Geldstag, Roman, 1846
- Hans Joggeli der Erbvetter, Erzählung, 1846
- Uli der Knecht, Uli der Pächter, Doppelroman, 1846-1849
- Der Notar in der Falle, Erzählung, 1848
- Michels Brautschau, Erzählung, 1849
- Die Käserei in der Vehfreude, Roman, 1850
- Das Erdbeeri-Mareili, Novelle, 1850
- 'Der Besenbinder von Rychiswyl, Erzählung, 1851
- Zeitgeist und Berner Geist, Roman, 1851
- Barthli der Korber, Erzählung, 1852
- und viele Kalendergeschichten, Aufsätze, Briefe und Predigten

## 映画化作品
- Uli der Knecht, 1954, Regie Franz Schnyder, Darsteller: Hannes Schmidhauser, Liselotte Pulver,
- Uli der Pächter, 1955, Regie Franz Schnyder, Darsteller: Hannes Schmidhauser, Liselotte Pulver, Emil Hegetschweiler, Heinrich Gretler
- Die Käserei in der Vehfreude, 1958, Regie Franz Schnyder, Darsteller: Annemarie Düringer, Franz Matter, Heinrich Gretler, Hedda Koppe, Margrit Winter, Erwin Kohlund, Margrit Rainer
- Anne Bäbi Jowäger, 1960, Regie Franz Schnyder, Darsteller: Heinrich Gretler, Margrit Winter, Sigfrit Steiner, Margrit Rainer, Ruedi Walter
- Geld und Geist, 1964, Regie Franz Schnyder, Darsteller: Max Haufler, Margrit Winter, Elisabeth Berger, Ruedi Walter
- Die schwarze Spinne, 1983, Regie Mark M. Rissi, Darsteller: Beatrice Kessler, Walo Lüönd, Peter Ehrlich, Walter Hess

## 他
1932年に、ヨーゼフ・マティアス・ハウアーが『黒い蜘蛛』をオペラ化した。

## リンク
- Johann Kaspar Mörikofer: Bitzius, Albert (Jeremias Gotthelf) In: Allgemeine Deutsche Biographie (ADB). Band 2
- ゴットヘルフ (プロジェクト・グーテンベルク)
- ゴットヘルフ (リュッツェルフリュー)